# ペットメディカルサポート
ペットメディカルサポート株式会社（ペットメディカルサポートかぶしきがいしゃ）は、東京都港区に本社を置く少額短期保険会社である。犬・猫を対象としたペット保険を専門に取り扱っている。

## 概要
同社は少額短期保険業者として、犬・猫を対象とした医療費保険「PS保険」を主力商品としている。保険の販売はインターネットを通じたダイレクト販売に特化している。
補償内容は、50%、70%、100%の3つの保険金支払い割合から選択でき、終身継続が可能である。また、契約者向けサービスとして、24時間365日、獣医師による電話相談サービスを提供している。

### 経営理念・ブランド

#### 経営理念
同社の経営理念は「動物たちとの生活を安心して過ごしていただくために、動物の健康、社会化（マナー等）に積極的に取り組み、動物たちが安心して人と共存できる社会の実現を目指し、ペット保険の普及に努める」ことを掲げている。また、「お客さま本位のサービスを心がけ、社員、代理店にコンプライアンスの遵守の徹底をはかることによりお客さまから信頼され、選ばれる企業となる」ことも企業理念の一つとしている。従業員に対しては、「社員が個性を生かし能力を発揮できる環境に努め、社員それぞれが自分の夢を実現できる企業を目指す」としている。

#### ブランドロゴ
2014年7月、同社は企業ロゴとウェブサイトのリニューアルを実施した。新しいロゴマークは、ペット（犬と猫）と人が並んで同じ方向を見つめている後ろ姿を描いたデザインである。これは、「ペットの一生に寄り添う飼い主を見守り、サポートしたい」という同社の思いを表現している。
ロゴマークは、平成27(2015)年 3月24日に商標として出願、同年8月 21日に商標登録されている。

### 歴史

#### 設立に至る経緯
ペット保険「PS保険」を展開するペットメディカルサポート株式会社の原点は、2004年9月に設立された「ペットメディカルサポート共済会」にある。
2006年4月には保険業法の改正が行われ、ペット保険を含む共済方式による保険事業者は、「保険会社（免許制）」「少額短期保険業者（登録制）」「廃業」のいずれかを選択することが求められた。これを受けてペットメディカルサポート共済会は、少額短期保険業者への転換を選択する。
こうして共済方式から少額短期保険業者への転換を経て、現在の「PS保険」へと事業が発展した。

### 沿革[5]
- 2007年（平成19年） - 4月 少額短期保険会社への準備会社としてペットメディカルサポート株式会社を設立
- 2008年（平成20年） - 3月 少額短期保険業の登録を完了　関東財務局長（少額短期保険）第24号[6]
- 2008年（平成20年） - 5月 ペット保険「PS保険」の販売を開始
- 2009年（平成21年） - 7月 インターネットによる加入申込みを開始
- 2010年（平成22年） - 4月 補償タイプ「約定支払率70％」の販売を開始
- 2013年（平成25年） - 4月 スマートフォンに対応するホームページへ改定（レスポンシブ対応）
- 2016年（平成28年） - 8月 オンライン加入で月払方式の取り扱いを開始
- 2017年（平成29年） - 11月 保有契約件数5万件達成
- 2018年（平成30年） - 9月 24時間365日対応の獣医師ダイヤルサービス（ご契約者さま専用）を開始
- 2019年（平成31年） - 1月 24時間365日対応の保険金請求受付（ホームページに新設）を開始
- 2020年（令和2年） - 3月 保有契約件数10万件達成
- 2020年（令和2年） - 6月 本社移転（東京都港区　青山タワープレイス）
- 2021年（令和3年） - 2月 幡ヶ谷オフィス開設
- 2021年（令和3年） - 11月 保有契約件数15万件達成
- 2023年（令和5年） - 10月 保有契約件数20万件達成
- 2024年（令和6年） - 12月 保有契約件数23万件達成

### 事業内容

#### ペット保険「PS保険」の概要
「PS保険」は、犬・猫を対象とした少額短期保険商品である。

##### 補償プラン
PS保険は、補償割合50％、70％、100％の3つのプランを提供している。すべてのプランにおいて通院・入院・手術の治療費が補償対象となる。

##### 補償限度額
PS保険の年間の補償限度額は、最大110万円に設定されている。また、事故による後遺障害が原因で必要となった車イスなどの補助器具について、最大10万円の補償を行っている（疾病による場合は対象外）。

##### 保険料体系
PS保険の保険料の見直しは、3歳ごとに実施される。12歳以降は保険料の引き上げがない。ただし、ペットセレモニー特約（火葬費用等担保特約）をセットしている場合、12歳以降も3歳ごとに18歳まで、保険料は上がる。継続契約で15歳になった大型犬は、ペットセレモニー特約（火葬費用等担保特約）をセットすることができない。

##### 付帯サービス
2018年9月より、契約者向けの付帯サービスとして「獣医師ダイヤル」を提供している。

##### ペットセレモニー費用特約（任意セット）
ペットが亡くなった際の葬儀費用（位牌やメモリアルプレートなど）や火葬費用を最大3万円まで補償する。

#### 保険期間と継続契約
「PS保険」の保険期間は1年間で、新規加入は補償開始時点で生後30日以上、8歳11か月までである。

### 広告活動
同社は主にインターネットを通じた直販を中心とした販売形態を採用している。
近年では、映画『ねこのガーフィールド』とのタイアップ企画やフォトコンテストなどの顧客参加型のプロモーション活動も実施している。

### 社会貢献
同社は「動物が安心して人と共存できる社会の実現」という経営理念に基づき、また、殺処分ゼロを目指し、以下の社会貢献活動を行っている。
- 一般財団法人国際セラピードッグ協会への協賛・支援[15]
- 里親募集サイト「ペットのおうち」の支援[16]